# Redhill Aerodrome
Redhill Aerodrome är en flygplats i Storbritannien.   Den ligger i grevskapet Surrey och riksdelen England, i den södra delen av landet, 30 km söder om huvudstaden London. Redhill Aerodrome ligger 64 meter över havet.
Terrängen runt Redhill Aerodrome är platt. Runt Redhill Aerodrome är det tätbefolkat, med 343 invånare per kvadratkilometer. Närmaste större samhälle är Sutton, 15,7 km norr om Redhill Aerodrome. Trakten runt Redhill Aerodrome består till största delen av jordbruksmark.